# شسپیر
شسپیر (به لاتین: Chassepierre) یک منطقهٔ مسکونی در بلژیک است که در فلوران ویل واقع شده‌است.